# 피에트로 페라리스
피에트로 페라리스(이탈리아어: Pietro Ferraris ˈpjɛːtro ferˈraːris[*]; 1912년 2월 15일, 피에몬테 주 베르첼리 ~ 1991년 10월 11일, 사망지 미상)는 이탈리아의 전 프로 축구 선수로, 현역 시절 공격수로 활약했다. 그는 현역 시절에 암브로시아나-인테르와 토리노 소속으로 세리에 A를 6번 우승했고, 이탈리아 국가대표팀 일원으로 1938년 월드컵 우승을 거두었는데, 같은 대회에서 이탈리아의 역대 2번째 최단 시간 득점을 기록했다.

## 클럽 경력
페라리스는 피에몬테 주 베르첼리 출신이다. 그는 그의 형 마리오 페라리스 1호와 구분하기 위해서 "페라리스 2호"(Ferraris II)로 수식되었다.
그는 1929년 11월 10일, 1-3으로 패한 트리에스티나와의 원정 경기에서 프로 베르첼리 소속으로 신고식을 치렀고, 1930년 4월 13일에 6-0으로 이긴 트리에스티나와의 안방 경기에서 첫 세리에 A 무대 골맛을 보았다. 그는 이후 현역 시절 대부분을 암브로시아나-인테르(1936–1941)에서 주세페 메아차와 보내고 토리노(1941–1948)에서의 말년을 페루초 노보의 위대한 토리노 선수단 일원으로 보냈다. 그 외로, 그는 나폴리(1932–1936)와 노바라(1948–1950)에서도 보냈고, 이후 은퇴했다. 그는 현역 시절에 세리에 A 무대에서 총 469번의 경기에 출전해 123골을 기록했다. 그는 6번의 세리에 A를 우승했다: 이 중 2번은 인테르나치오날레 소속으로 1937–38 시즌과 1939–40 시즌에, 그리고 나머지 4번은 토리노 소속으로 1942–43 시즌, 11945–46 시즌, 1946–47 시즌, 그리고 1947–48 시즌에 우승했다. 그는 코파 이탈리아도 2번 들어올렸다: 1번은 인테르나치오날레에서 1938–39 시즌에, 그리고 다른 1번은 토리노에서 1942–43 시즌에 획득한 것이다.

## 국가대표팀 경력
국가대항전에서 페라리스는 이탈리아 국가대표팀에서 1935년부터 1947년까지 14경기를 뛰어 3골을 기록했다. 그는 1935년 2월 17일에 2-1로 이긴 프랑스와의 안방 경기에서 국가대표팀 신고식을 치렀고, 이후 이탈리아를 대표로 1938년 월드컵에 참가해 이탈리아의 대회 우승에 일조했다. 그는 국가대표팀 1호골을 대회 본선에서 기록했는데, 노르웨이와의 6월 5일에 치른 첫 경기에서 2분 만에 선제골로 기록했고, 결과는 2-1 승리였다. 그는 브루노 모라가 스위스와의 1962년 월드컵에서 기록한 골에 이어 이탈리아 국가대표팀의 역대 최단 시간 득점 2위에 올랐다.

## 경기 방식
스트라이커나 측면 공격수로 활약할 수 있는 페라리스는 빠르고, 효율적이며, 직감적이고, 지능적인 선수로, 기술력, 창의성, 골결정력이 출중했다. 그는 근거리나 중거리에서 정확한 마무리를 시도하는 선수로, 위치 선정, 공 배급력, 효율성, 프로 정신, 그리고 오랜 현역기간으로 회자되었다.

## 경력 통계

### 국가대표팀 득점 기록
| 1.    | 1938년 6월 5일  | 프랑스 마르세유 벨로드롬        | 노르웨이   | 2–1 | 승 | 1938년 월드컵 |
| 2.    | 1942년 4월 5일  | 이탈리아 제노바 루이지 페라리스 | 크로아티아 | 4–0 | 승 | 친선경기      |
| 3.    | 1942년 4월 19일 | 이탈리아 밀라노 산 시로         | 스페인     | 4–0 | 승 | 친선경기      |
| [ 6 ] |                 |                                 |            |     |    |               |

## 수상

### 클럽
암브로시아나-인테르
- 세리에 A: 1937–38, 1939–40
- 코파 이탈리아: 1938–39

토리노
- 세리에 A: 1942–43, 1945–46, 1946–47, 1947–48
- 코파 이탈리아: 1942–43

### 국가대표팀
이탈리아
- 월드컵: 1938